# Анучин Дмитро Миколайович
Дмитро Миколайович Анучин (8 вересня 1843, Санкт-Петербург — 4 червня 1923, Москва) — російський вчений — географ, антрополог, етнограф і археолог. Член Московського археологічного товариства. З 1896 р. — академік. Протягом майже 50 років керував кафедрою географії Московського університету. Створив при Московському університеті антропологічно-етнографічний музей. З 1890 р. — президент Товариства любителів природознавства, антропології і етнографії.

## Наукова діяльність
У 1867 р. закінчив Московський університет, де став викладати з 1880 р. і вперше в Росії читати курс антропології. Як член багатьох наукових товариств, бере активну участь в експедиції на Кавказ, досліджує витоки великих російських річок. У 1886 р. відкриває в Московському університеті кафедру географії. У 1890 р. Анучин обирається президентом Товариства любителів природознавства, антропології та етнографії. У 1895 р. засновує журнал «Землеведение» і стає його редактором. З 1896 р. — обраний академіком Російської Академії наук. Одна з перших відомих природоохоронних праць вченого була опублікована в 1890 р. і присвячувалася варварському знищенню диких бізонів в Америці.

## Охорона природи
Чималу заслугу в розвитку природоохоронної справи зіграв Д. М. Анучин як організатор XII з'їзду російських природознавців і лікарів, що відбувся в грудні 1909 р. в Москві, з трибуни якого прозвучав пристрасний виступ академіка І. П. Бородіна «Про збереження ділянок рослинності, цікавих в ботаніко-географічному відношенні». Брав Дмитро Миколайович активну участь і в організації Постійної природоохоронної комісії при Російському Географічному товаристві. У документах комісії зберігається його записка з пропозиціями щодо цього питання.
Особливої уваги заслуговує його розлога праця «Охорона пам'яток природи», опублікована в 1914 р. в журналі «Землеведение», яка потім вийшла разом зі статтею професора Г. О. Кожевнікова «Міжнародна охорона природи» в 1914 р. в Москві окремою і добре ілюстрованою книгою.
У ній, в досить популярній формі Д. М. Анучин зупиняється на питанні історії охорони природи, природоохоронного руху за кордоном і в Росії. Заслуговує на увагу його думка про виникнення природоохоронних інтересів людей:
|  | Прагнення ж до охорони пам'яток природи, як таких, із естетичних, художніх або наукових спонукань, виникло і стало розвиватися порівняно пізніше. Набагато раніше стала затверджуватися свідомість про необхідність збереження пам'яток мистецтва та писемності, потім природно-історичних предметів, рідкісних мінералів, рослин, тварин, виродків і т.п. (у вигляді опудал, засушених примірників, збережених у спирті і т.п.), далі - старожитностей, залишків старовини, етнографічних предметів, взагалі - всяких рідкісних, чудових, цікавих речей. Вже з епохи Відродження стали виникати художні зібрання, пізніше утворилися природно-історичні музеї, ботанічні і зоологічні сади, музеї старожитностей, етнографічні, національні, політехнічні і т.д., але питання про збереження природи в її природному вигляді, її ландшафтів, створюваних в місцях природних пам'ятників, не піднімалося довго, тим більше, що і найближчих приводів до того не було: можна було думати що природа сама себе охороняє, що скелі, ущелини, водоспади, озера, річки, болота, ліси і степи, з їх рослинністю і тваринним світом, все це зберігається само собою, а якщо щось і експлуатується, то не настільки, щоб викликати побоювання за цілісність більшої частини існуючого на багато тисячоліть. Однак, зі з множенням населення і розвитком добувної та обробної промисловості, наслідки експлуатації природи стали позначатися все наочніше, а з іншого боку, поширення освіти, підвищення естетичних смаків, більше розуміння красот природи і краще пізнання різних її царств і відділів - призвели до того, що в середовищі більш освічених і розвинених класів суспільства почало проявлятися прагнення до можливого збереження цікавих ландшафтів і куточків. |

Необхідно підкреслити, що на початку століття в царській Росії, крім кількох аналогічних книг і статей І. П. Бородіна, В. І. Талієва і деяких інших піонерів охорони природи, подібних праць не було, на них відчувався значний голод, і, безсумнівно, виступ відомого російського академіка Д. М. Анучина відіграв велику роль у пробудженні російської природоохоронної думки. Сприяв розвитку природоохоронного руху Дмитро Миколайович і як редактор популярного в наукових колах журналу «рос. Землеведение», вміщуючи в ньому матеріали з охорони природи.
Будучи досить похилого віку, Д. М. Анучин бере активну участь у роботі відділу охорони природи Главнауки Наркомосу РРФСР.

## Праці
- Анучин Д. М. Истребление бизонов // Русские ведомости. — 1890. — № 131. (рос.)
- Анучин Д. М. Охрана памятников природы // Вокруг света. — 1913. — № 9. (рос.)
- Анучин Д. М. Охрана памятников природы // Землеведение. — 1914. — Т.21, № 1-2. (рос.)
- Анучин Д. М. Охрана памятников природы. — М., 1914. — 60 с. (рос.)
- Дело о Постоянной Природоохранительной комиссии при Русском Географическом обществе. — № 41/1911. Архив ВГО, д. 30, № 1, 2. (рос.)

Для праць Анучина характерні матеріалістичне розуміння природи та глибокий історизм. Він підкреслював тісний зв'язок географії з господарським розвитком країни, але переоцінював роль географічного середовища в розвитку суспільства.
Важливою працею є «Рельєф поверхні Європейської Росії в послідовному розвитку уявлення про нього» (1895), в якій значна увага приділяється рельєфу України.
Після Жовтневого перевороту брав активну участь в організації науково-краєзнавчих установ.
Зробив великий внесок в антропологію, яку розвивав з позицій дарвінізму. Займався проблемою походження людини та людських рас. У статті «До антропології українців» Анучин розкритикував і засудив погляди Ф. К. Вовка, який доводив наявність різких антропологічних відмін між росіянами та українцями.
Багато працював у галузі археології.

## Нагороди
- Орден Святого Володимира 3 ступеня;
- Орден Святого Володимира 4 ступеня;
- Орден Святої Анни 2 ступеня;
- Орден Почесного легіону;
- Костянтинівська медаль (1913 р.).